# Óblast de Lípetsk
Lípetsk (en ruso: Ли́пецкая о́бласть, tr.: Lípetskaya óblast) es uno de los cuarenta y siete óblast que, junto con las veintiuna repúblicas, nueve krais, cuatro distritos autónomos y dos ciudades federales, conforman los ochenta y tres sujetos federales de Rusia. Su capital es la homónima Lípetsk. Está ubicado en el distrito Central limitando al norte con Oriol y Tula, al este con Tambov, al sur con Vorónezh y al oeste con Kursk. Tiene una superficie de 24 047 km².

## Ubicación

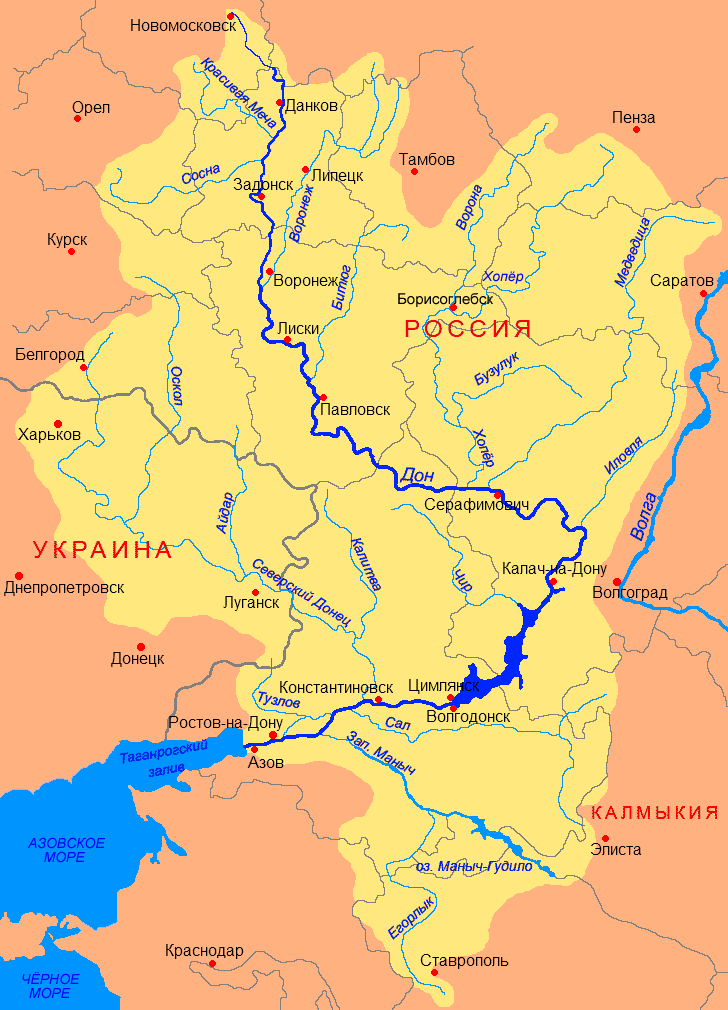
El río Don (Дон) fluye en dirección sur por este óblast, pasando por las ciudades de Dankov (Данков) y Zadonsk (Задо́нск)

La óblast de Lípetsk limita con las siguientes óblast: óblast de Riazán (NE), óblast de Tambov (E), óblast de Vorónezh (S), óblast de Kursk (SO), óblast de Oriol (O), óblast de Tula (NO). Está en la zona horaria de Moscú (MSK/MSD), que corresponde a UTC+3.

## Atractivos

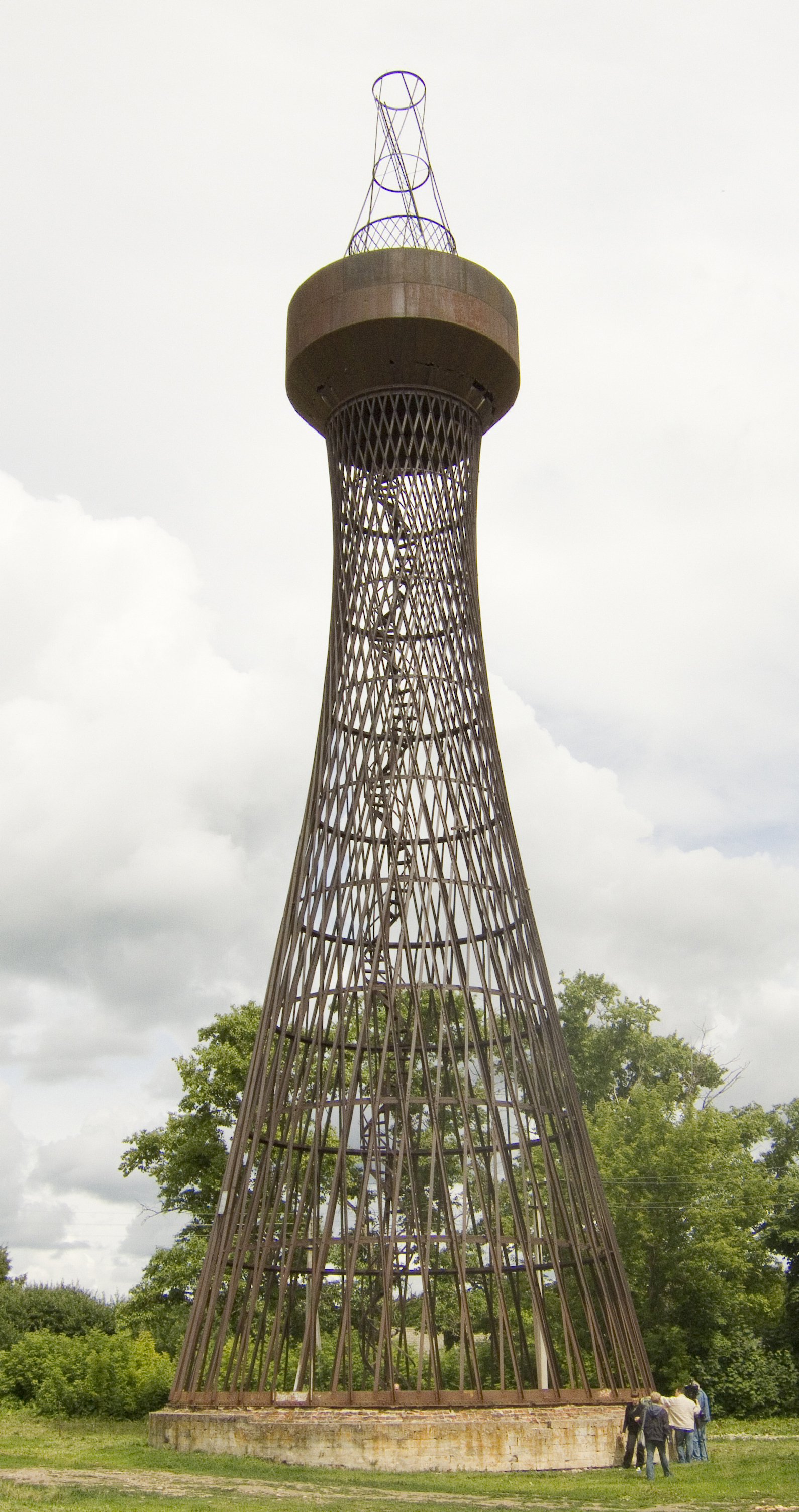
Primera estructura hiperboloide del mundo de Vladímir Shújov en Políbino, óblast de Lípetsk (1896)

En esta óblast se encuentra la primera estructura hiperboloide del mundo, diseñada por el famoso arquitecto Vladímir Shújov, en 1896.
Asimismo en esta óblast se encuentra la estación de ferrocarril Lev Tolstói (antes Astápovo) donde murió el escritor León Tolstói. 